# 45-я механизированная бригада
45-я механизированная Днестровская бригада — механизированная  бригада Красной армии в годы Великой Отечественной войны.
Сокращённое наименование — 45 мбр.

## Формирование и организация
Сформирована Директивой НКО № 1104619 от 12.10.1942 г. в д. Козино Горьковской обл.
27 сентября 1942 года членом Военного Совета МВО, секретарём Горьковского обкома ВКП(б) Родионовым в присутствии генерал-майора Моргунова бригаде торжественно вручено Боевое Знамя.
Приказом НКО № 0306 от 12.09.1944 г. и Директивой ГШКА № Орг/3/313678 от 10.10.1944 г. бригада преобразована в 18-ю гв. механизированную бригаду.

## Боевой и численный состав
Бригада сформирована по штатам № 010/370 — 010/380:
- Управление бригады (штат № 010/370)
- 1-й мотострелковый батальон (штат № 010/371)
- 2-й мотострелковый батальон (штат № 010/371)
- 3-й мотострелковый батальон (штат № 010/371)
- Минометный батальон (штат № 010/372)
- Артиллерийский дивизион (штат № 010/373)
- Зенитный артиллерийский дивизион (штат № 010/374)
- Рота ПТР (штат № 010/375) Рота автоматчиков (штат № 010/376)
- Разведывательная рота (штат № 010/377)
- Рота управления (штат № 010/378)
- Рота техобеспечения (штат № 010/379)
- Медико-санитарный взвод (штат № 010/380)
- 156-й танковый полк

В 1943 г. переведена на штаты № 010/420 — 010/431, 010/451, 010/465:
- Управление бригады (штат № 010/420)
- 1-й мотострелковый батальон (штат № 010/421)
- 2-й мотострелковый батальон (штат № 010/421)
- 3-й мотострелковый батальон (штат № 010/421)
- Минометный батальон (штат № 010/422)
- Артиллерийский дивизион (штат № 010/423)
- Рота ПТР (штат № 010/424)
- Рота автоматчиков (штат № 010/425)
- Разведывательная рота (штат № 010/426)
- Рота управления (штат № 010/427)
- Рота техобеспечения (штат № 010/428)
- Инженерно-минная рота (штат № 010/429)
- Автомобильная рота (штат № 010/430)
- Медико-санитарный взвод (штат № 010/431)
- Зенитно-пулеметная рота (штат № 010/451)
- 156-й танковый полк (штат № 010/465)

## Подчинение
Периоды вхождения в состав Действующей армии:
- с 30.10.1942 по 15.02.1943 года.
- с 28.05.1943 по 20.10.1943 года.
- с 14.01.1944 по 10.10.1944 года.

| Дата            | Фронт (округ)             | Армия                          | Корпус                      | Дивизия | Бригада | Примечания |
| --------------- | ------------------------- | ------------------------------ | --------------------------- | ------- | ------- | ---------- |
| 01.10.1942 года | Московский военный округ  |                                | 5-й механизированный корпус |         |         |            |
| 01.11.1942 года | Брянский фронт            |                                | 5-й механизированный корпус |         |         |            |
| 01.12.1942 года | Юго-Западный фронт        |                                | 5-й механизированный корпус |         |         |            |
| 01.01.1943 года | Юго-Западный фронт        |                                | 5-й механизированный корпус |         |         |            |
| 01.02.1943 года | Юго-Западный фронт        | 5-я танковая армия             | 5-й механизированный корпус |         |         |            |
| 01.03.1943 года | Приволжский военный округ | 5-я танковая армия             | 5-й механизированный корпус |         |         |            |
| 01.04.1943 года | Приволжский военный округ |                                | 5-й механизированный корпус |         |         |            |
| 01.05.1943 года | Степной военный округ     |                                | 5-й механизированный корпус |         |         |            |
| 01.06.1943 года | РВГК                      |                                | 5-й механизированный корпус |         |         |            |
| 01.07.1943 года | РВГК                      |                                | 5-й механизированный корпус |         |         |            |
| 01.08.1943 года | Западный фронт            |                                | 5-й механизированный корпус |         |         |            |
| 01.09.1943 года | Западный фронт            | 33-я армия                     | 5-й механизированный корпус |         |         |            |
| 01.10.1943 года | Западный фронт            |                                | 5-й механизированный корпус |         |         |            |
| 01.11.1943 года | РВГК                      |                                | 5-й механизированный корпус |         |         |            |
| 01.12.1943 года | РВГК                      |                                | 5-й механизированный корпус |         |         |            |
| 01.01.1944 года | Московский военный округ  |                                | 5-й механизированный корпус |         |         |            |
| 01.02.1944 года | 1-й Украинский фронт      | 6-я танковая армия             | 5-й механизированный корпус |         |         |            |
| 01.03.1944 года | 2-й Украинский фронт      | 6-я танковая армия             | 5-й механизированный корпус |         |         |            |
| 01.04.1944 года | 2-й Украинский фронт      | 6-я танковая армия             | 5-й механизированный корпус |         |         |            |
| 01.05.1944 года | 2-й Украинский фронт      | 6-я танковая армия             | 5-й механизированный корпус |         |         |            |
| 01.06.1944 года | 2-й Украинский фронт      | 6-я танковая армия             | 5-й механизированный корпус |         |         |            |
| 01.07.1944 года | 2-й Украинский фронт      | 6-я танковая армия             | 5-й механизированный корпус |         |         |            |
| 01.08.1944 года | 2-й Украинский фронт      | 6-я танковая армия             | 5-й механизированный корпус |         |         |            |
| 01.09.1944 года | 2-й Украинский фронт      | 6-я танковая армия             | 5-й механизированный корпус |         |         |            |
| 01.10.1944 года | 2-й Украинский фронт      | 6-я гвардейская танковая армия | 5-й механизированный корпус |         |         |            |

## Командиры

### Командиры бригады
- Шутов, Михаил Васильевич(00.09.1942 — 05.03.1944), полковник[1];
- Марачевич, Николай Дионисьевич (05.03.1944 — 27.06.1944), полковник, врид[2]
- Овчаров, Александр Михайлович (27.06.1944 — 12.09.1944) подполковник[3].

### Начальники штаба бригады
- Абрамчук Николай Львович (07.09.1942 — 18.09.1944), майор, подполковник[4].

### Заместитель командира бригады по строевой части
- Марачевич Николай Дионисьевич (00.03.1943 — 00.04.1945), подполковник, с 21.02.1944 полковник.

## Отличившиеся воины
| Награда | Ф. И.О                         | Должность                                                                                        | Звание               | Дата награждения      | Примечания                               |
| ------- | ------------------------------ | ------------------------------------------------------------------------------------------------ | -------------------- | --------------------- | ---------------------------------------- |
|         | Авраменко, Пётр Никитович      | командир 3-го мотострелкового батальона 45-й механизированной бригады                            | гвардии майор        | 24 марта 1945 года    |                                          |
|         | Демченко, Василий Иванович     | помощник командира взвода разведки 1-го мотострелкового батальона, 45-й механизированной бригады | сержант              | 13 сентября 1944 года |                                          |
|         | Крапивин, Аристарх Иванович    | командир 1-го мотострелкового батальона 45-й механизированной бригады                            | майор                | 25 марта 1945 года    |                                          |
|         | Лелеков, Александр Макарович   | командир отделения автоматчиков разведывательной роты 45-й механизированной бригады              | старший сержант      | 13 сентября 1944 года |                                          |
|         | Лобачёв, Николай Гаврилович    | командир взвода миномётной батареи 1-го мотострелкового батальона, 45-й механизированной бригады | сержант              | 13 сентября 1944 года |                                          |
|         | Марачевич, Николай Дионисьевич | командир 45-й механизированной бригады                                                           | подполковник         | 17 мая 1944 года      |                                          |
|         | Овчаров, Александр Михайлович  | командир 45-й механизированной бригады                                                           | гвардии подполковник | 28 апреля 1945 года   |                                          |
|         | Сиротин, Николай Яковлевич     | командир батареи САУ СУ-76, 156-го отдельного танкового полка, 45-й механизированной бригады     | старший лейтенант    | 24 марта 1945 года    | Погиб в бою 22 августа 1944 года         |
|         | Степанов, Николай Саввич       | пулемётчик 1-го мотострелкового батальона 45-й механизированной бригады                          | красноармеец         | 5 мая 1990 года       | представлялся к званию в марте 1944 года |
|         | Туфтов, Иван Никитович         | пулемётчик 1-го мотострелкового батальона 45-й механизированной бригады                          | красноармеец         | 13 сентября 1944 года |                                          |

## Награды и наименования
| Награда, наименование                | Документ о награждении                                                       | За что получена                                                             |
| ------------------------------------ | ---------------------------------------------------------------------------- | --------------------------------------------------------------------------- |
| Почётное наименование «Днестровская» | Присвоено Приказом Верховного главнокомандующего № 081 от 8 апреля 1944 года | За успешные боевые действия на р. Днестр и выход на государственную границу |